# Кусонє
45°28′ пн. ш. 17°14′ сх. д. / 45.46° пн. ш. 17.23° сх. д.
Кусонє (хорв. Kusonje) — населений пункт у Хорватії, у Пожезько-Славонській жупанії, у складі міста Пакраць.
Сумновідоме як місце вбивства полонених хорватських вояків у 1991 році, про що розповідає фільм «Номер 55».

## Населення
Населення за даними перепису 2011 року становило 308 осіб.
Динаміка чисельності населення поселення:

## Клімат
Середня річна температура становить 10,64 °C, середня максимальна – 24,08 °C, а середня мінімальна – -5,05 °C. Середня річна кількість опадів – 934 мм.
| Клімат поселення                              | Клімат поселення | Клімат поселення | Клімат поселення | Клімат поселення | Клімат поселення | Клімат поселення | Клімат поселення | Клімат поселення | Клімат поселення | Клімат поселення | Клімат поселення | Клімат поселення | Клімат поселення |
| Показник                                      | Січ.             | Лют.             | Бер.             | Квіт.            | Трав.            | Черв.            | Лип.             | Серп.            | Вер.             | Жовт.            | Лист.            | Груд.            |                  |
| Середній максимум, °C                         | 6,61             | 7,98             | 12,17            | 16,17            | 20,96            | 24,08            | 23,52            | 23,20            | 19,42            | 14,62            | 9,18             | 5,08             |                  |
| Середня температура, °C                       | 0,78             | 2,15             | 6,35             | 10,34            | 15,12            | 18,25            | 20,13            | 19,81            | 16,04            | 11,24            | 5,80             | 1,70             |                  |
| Середній мінімум, °C                          | −5,05            | −3,68            | 0,50             | 4,51             | 9,30             | 12,42            | 16,75            | 16,42            | 12,66            | 7,86             | 2,40             | −1,69            |                  |
| Норма опадів, мм                              | 58               | 52               | 63               | 77               | 86               | 104              | 86               | 92               | 77               | 81               | 88               | 70               |                  |
| Середньомісячна швидкість вітру, м/с          | 2.02             | 2.24             | 2.56             | 2.46             | 2.26             | 2.04             | 1.99             | 1.85             | 1.91             | 1.98             | 2.04             | 2.08             |                  |
| Середньомісячна сонячна радіація, кДж/м²·день | 4402             | 7151             | 10938            | 15268            | 19346            | 21420            | 22520            | 19734            | 14803            | 9240             | 4929             | 3633             |                  |
| --------------------------------------------- | ---------------- | ---------------- | ---------------- | ---------------- | ---------------- | ---------------- | ---------------- | ---------------- | ---------------- | ---------------- | ---------------- | ---------------- | ---------------- |
| Джерело:                                      |                  |                  |                  |                  |                  |                  |                  |                  |                  |                  |                  |                  |                  |